# Crawford megye (Ohio)
Crawford megye az Amerikai Egyesült Államokban, azon belül Ohio államban található. Megyeszékhelye Bucyrus. Lakosainak száma 42 025 fő (2020. április 1.). Crawford megye Seneca, Morrow, Marion, Wyandot, Richland és Huron megyékkel határos.

## Népesség
A megye népességének változása:
| Lakosok száma | 43 781 | 43 354 | 42 874 | 42 808 | 42 306 | 42 025 |
|               | 2010   | 2011   | 2012   | 2013   | 2015   | 2020   |